# Lettres interceptées
Lettres interceptées (en russe : Перехваченние писма) est un roman-montage d'Anatoli Vichnevski, édité en langue russe en 2001, traduit du russe par Marina Vichnevskaïa et édité par les éditions Gallimard en 2005.

## Objet
L'ouvrage est composé uniquement de lettres, extraits de journaux intimes, cartes-postales, ébauches de poèmes, rapports de polices, etc., l'auteur limitant sa présence à la préface et à quelques notes succinctes. Quatre générations de l'ancienne famille noble russe Tatisheff jumelées par des mariages aux familles Narychkine et Galitzine forment le substrat du roman-montage. Les destins des trois sœurs Schreibman viennent croiser les personnages de ces familles : l'artiste française Ida Karskaya-Schreibman, Dina Schreibman qui épousera Nicolas Tatisheff, Betty qui mourra à Auschwitz. Au milieu du roman apparaît le poète Boris Poplavski, un Rimbaud russe dont l'amour pour Dina Schreibman est partagé par Nicolas Tatisheff. Poplavski, du fait de l'ampleur des documents dont il est l'auteur et qui ont été conservés par la famille Tatisheff, occupe une place de plus en plus grande dans la suite des témoignages assemblés par Vichnevski.  
Au début du roman, Nicolas Tatisheff et son père Dmitri écrivent des lettres à leur famille depuis la prison où ils sont enfermés à Saint-Pétersbourg après la révolution d'Octobre. Dmitri est comte, ancien gouverneur de Iaroslavl et il sera simplement abattu comme noble russe un an après son arrestation. Nicolas, lui, combat dans l'armée rouge dans laquelle il est officier à l'époque de la révolution d'octobre puis passe dans l'armée blanche. Il émigre en France après la défaite des blancs. Une de ses sœurs, Elisaveta, reste en Russie. L'autre, Irène, épouse Nicolas Galitzine et le couple sera envoyé en exil à Perm dans l'Oural, avant de pouvoir émigrer à Londres après de longues années d'attente. 
La plupart des personnages de ce roman écrivent leur journal et tous s'envoient des lettres, y répondent, certains écrivent des poèmes, des essais de romans. Tout cela constitue la base de la documentation nécessaire au roman-montage et elle a été conservée par la famille Tatisheff. 
Pour le critique Dmitri Voltchek, le personnage principal du roman-montage est en réalité le XXe siècle lui-même avec ses tragédies, ses révolutions, ses camps du Goulag, dont cette vaste documentation, datée de l'année 1917 à l'année 2000, vient témoigner après avoir été regroupée et classée par l'auteur. L'une des principales caractéristiques de ce roman-montage c'est que le XXe siècle apparaît au travers des regards de Russes qui ne sont pas soviétiques.      

## Auteur
Anatoli Vichnevski, décédé en janvier 2021 à l'âge de 85 ans, était un sociologue, spécialiste de la démographie en Russie. Il était docteur en sciences économiques, directeur de l'Institut de démographie à Moscou. Son épouse est née en France et connaissait Nicolas Tatischeff et ses enfants. La veuve du fils de ce dernier Stephen Tatisheff, Anne, avait l'intention de remonter les archives qui concernaient Poplavski, mais elle n'a pas eu le temps de réaliser ce projet. Par amitié pour la famille, Anatoli Vichnevski a pris le relais en utilisant toutes les archives de la famille. Ces archives des Tatisheff se trouvaient en France et c'est en France qu'il a commencé à travailler à ce roman-montage. Une des parties les plus précieuses, ce sont les journaux intimes du poète surréaliste russe Boris Poplavski, que celui-ci a tenu jour après jour pendant sa brève existence puisqu'il est mort à 32 ans. Aujourd'hui, les archives sont dispersées entre la France et le Musée littéraire de Moscou.     

## Méthode
La méthode de Vichnevski pourrait sortir de l'application du chapitre Manifeste sur la nouvelle prose dans Tout ou rien de Varlam Chalamov quand il évoque la disparition du roman au profit de récits documentaires dont ce roman-montage Lettres interceptée est un exemple :

« Après Hiroshima, après Auschwitz, après la Kolyma... Notre temps n'est plus aux descriptions... L'effet de présence, l'authenticité, ne sont rendues que par le document. Le roman est mort. Pour qui a connu la révolution, la guerre, les camps de concentration, il n'y a plus de place pour le roman. »

Les notes personnelles de Vichnevski sont très réduites, parce que, dit-il, « mes personnages ont brillamment tenu la plume. Poplavski a un style merveilleux » ; quant à Nicolas Tatisheff, il utilise une prose talentueuse. « Que pouvais-je ajouter à des lettres de prison : il y en a des centaines ? ». Les témoignages d'Elisaveta Narychkine, la grand-mère maternelle de Nicolas Tatisheff, sont d'un grande valeur. Elle était dame de la cour de Nicolas II et vivait au Palais d'Hiver ou à Tsarskoïe Selo avec la famille royale. Quand elle a quitté la Russie à la révolution, elle a émigré en France et y a tenu son journal intime en français. Peu de gens ont été aussi bien placés qu'elle pour faire des commentaires sur la situation politique, sur l'émigration, sur les relations entre les membres de la famille royale.
Irène Galitzine, en exil à Perm dans l'Oural avec son mari, écrit également son journal et des lettres à sa famille. Elle décrit comment ils ont réussi à quitter l'URSS pour l'Angleterre. 
Quant à la quatrième génération Tatisheff avec Stephen, un des deux fils de Nicolas et Dina Schreibman, elle a participé au transport secret des manuscrits de Soljenitsine et d'Ossip Mandelstam à Paris dans les années 1970 grâce à la fonction de Stephen Tatisheff, attaché culturel à l'ambassade de France à Moscou,.   
Vichnevski s'intéresse au poète Boris Poplavski en tant que personnage au caractère très russe. Il découvre chez lui une vocation de penseur, de philosophe, de mystique. Il a la perspicacité du poète. 

## Critique
Pour le critique Andreï Ouritski, en s'appuyant sur des documents qui ne sont pas tous nécessairement reliés et dont le lecteur doit reconstituer les liens entre eux, le roman-montage de Vichnevski échappe au genre de la saga familiale fictive. Il n'y a rien de mélodramatique dans le texte. Tout est sec et sévère : les faits, les relations humaines, la vie interne tendue des personnages.
Le stricte récit linéaire sur la famille Tatisheff se brise aussi grâce à l'insertion des vastes extraits provenant des écrits de Boris Poplavski qui devient petit à petit le principal personnage du roman-montage. Poète maudit, Légende du Paris russe, Rimbaud russe sont les qualificatifs qui sont le plus souvent accolés au nom de ce dernier.

## Éditions
L'édition en français est traduite à partir de la deuxième édition en langue russe. Elle inclut les archives de Karskaya ; le thème de la persécutions des Juifs en France et le drame de Drancy sont évoqués succinctement. Vichnevski préparait à l'époque de l'interview du 28 janvier 2010 sur Radio Svoboda par le critique Dmitri Voltchek, une troisième édition en russe de son roman montage. Tous les textes inclus sont authentiques, signale l'auteur dans la préface. Certains ont paru dans toutes sortes d'éditions avec des références à leur source. Mais la plupart n'ont jamais été publiés. Dans le livre ne figure qu'une infime partie des extraits de textes existants. L'auteur n'a pas eu besoin d'inventer quoi que ce fût. Il a assemblé des extraits. L'ouvrage est illustré de nombreuses photographies des principaux personnages.